# Municipio de Denver (Dakota del Sur)
El municipio de Denver (en inglés: Denver Township) es un municipio ubicado en el condado de Kingsbury en el estado estadounidense de Dakota del Sur. En el año 2010 tenía una población de 196 habitantes y una densidad poblacional de 1,14 personas por km².

## Geografía
El municipio de Denver se encuentra ubicado en las coordenadas 44°23′28″N 97°11′59″O / 44.39111, -97.19972. Según la Oficina del Censo de los Estados Unidos, el municipio tiene una superficie total de 171.55 km², de la cual 168,82 km² corresponden a tierra firme y (1,59 %) 2,72 km² es agua.

## Demografía
Según el censo de 2010, había 196 personas residiendo en el municipio de Denver. La densidad de población era de 1,14 hab./km². De los 196 habitantes, el municipio de Denver estaba compuesto por el 98,98 % blancos, el 0,51 % eran asiáticos y el 0,51 % eran de una mezcla de razas. Del total de la población el 2,55 % eran hispanos o latinos de cualquier raza.